# Holger Bech Nielsen
Holger Bech Nielsen (Copenhague, 25 de agosto de 1941) es un físico danés; profesor en el Instituto Niels Böhr de la Universidad de Copenhague, en la cual, comenzó a estudiar física en el año 1961, es reconocido por ser uno de los creadores de la teoría de cuerdas.
Ha producido originales resultados en la física de las partículas y especialmente en el campo de la teoría de cuerdas. En efecto junto a Yoichiro Nambu, John H. Schwarz y Leonard Susskind, aunque independientemente de estos ha sido uno de los creadores de tal teoría. También es uno de los primeros en sostener que el modelo de Gabriele Veneziano es efectivamente parte de la teoría de cuerdas.
Nielsen en el año 2001 ha recibido el prestigioso Premio Humboldt por sus investigaciones. Algunos conceptos de física nuclear toman su nombre como por ejemplo el vórtice Nielsen-Olesen y el teorema Nielsen-Ninomiya de representación de los fermiones quirales y las variables Koba-Nielsen planteadas junto a su colaborador Ziro Koba.
En el año 2009 él y su colega en física Masao Ninomiya (a través de documentos cargados en sitio web arXiv.org ), propusieron una teoría radical para explicar la serie de fracasos que tuvo el Gran Colisionador de Hadrones (LHC) al entrar en funcionamiento. El colisionador está, entre otros objetivos, destinado a ser utilizado a encontrar pruebas del por entonces hipotético bosón de Higgs de partículas. Se sugirió que la partícula puede ser tan detestable para la naturaleza que su creación haría un rizado o bucle hacia atrás en un viaje en el tiempo y detendría al colisionador antes de que pudiera crear una, de una manera similar a lo que ocurre supuestamente con la paradoja del abuelo.
Es muy popular en su país por sus entusiastas lecciones públicas de física y es a menudo entrevistados en las noticias diarias, especialmente en asuntos relacionados con la física de partículas . Sus últimas apariciones públicas han sido en la Universidad de Dinamarca del Sur en Odense ( el 10 de marzo de 2005); en el  Kulturhuset de Skanderborg (26 de enero de 2006), en el EUCVest a Esbjerg (21 de marzo de 2006) y en el Regensen  de Copenhague (12 de abril de 2006). También es miembro de la  Det Norske Videnskaps-Akademi, DNVA, (la Academia Noruega de Ciencias y Letras).